# Limnígraf de Xerta
El limnígraf de Xerta és una escala de nivells feta de rajoles ceràmiques que registra els nivells de cada riuada de l'Ebre a Xerta des de l'any 1617. La riuada del 1787, coneguda com la "riuada grossa", és la que ha estat la de més magnitud fins ara. Està situat a la façana de l'església parroquial de Xerta i està protegit com a bé cultural d'interès local juntament amb altres senyals ubicades a façanes i interiors de diferents cases particulars de la població.

## Història
El 1787 el nivell de l'aigua va créixer 10 m per sobre del normal. La gent del poble va haver d'abandonar les cases i totes les pertinences. A causa de la riuada van morir 29 persones i van quedar enderrocades 110 cases. L'aigua va quedar parada a un mateix nivell durant alguns dies. En aquella tribulació, els xertolins van invocar sant Martí a l'ermita que hi ha al denominat pla de sant Martí perquè els alliberés d'aquella desgràcia i d'ençà, fou declarat patró de la vila, celebrant-se les festes majors en honor del Sant.